# Catagramma texa
Catagramma texa är en fjärilsart som beskrevs av William Chapman Hewitson 1854. Catagramma texa ingår i släktet Catagramma och familjen praktfjärilar. Inga underarter finns listade i Catalogue of Life.